# میکولا پوزدرکو
میکولا پوزدرکو (انگلیسی: Mykola Puzderko؛ زادهٔ ۱۳ ژوئن ۱۹۹۰) اهل اوکراین است.وی همچنین از اسکی‌بازان نمایشی در بازی‌های المپیک زمستانی ۲۰۱۴ بوده است.